# Io amo (film)
Io amo (A Free Soul) è un film statunitense del 1931 diretto da Clarence Brown, esempio della cinematografia hollywoodiana precedente l'introduzione del codice Hays.
Il soggetto, ricavato da A Free Soul, un lavoro teatrale di Willard Mack a sua volta tratto da un romanzo di Adela Rogers St. Johns dallo stesso titolo, affronta il tema scabroso per l'epoca della libertà sessuale femminile, con la protagonista Norma Shearer che carica la sua interpretazione di un erotismo piuttosto esplicito, che diverrà poi inammissibile nel cinema dopo-codice.

## Accoglienza
Nonostante la cattiva accoglienza della critica - Mordaunt Hall, sul New York Times, scrisse che quello di Lionel Barrymore era il solo personaggio con accenti di verità, mentre gli altri attori erano impediti dal cattivo casting, dalla falsa concezione della psicologia umana e dalla sceneggiatura mal scritta- il film ebbe un notevole successo di pubblico e Clark Gable, che aveva in questo film il suo primo ruolo importante, raggiunse immediatamente la fama.

## Remake
Nel 1953 il regista Richard Thorpe ne trasse un remake intitolato Vita inquieta (The Girl Who Had Everything) interpretato da Liz Taylor.

## Trama

Una scena del film

Jen, figlia dell'avvocato Stephen Ashe, è una ragazza libera e spregiudicata. Quando suo padre - che ha seri problemi di alcolismo - conduce con sé in casa della anziana Granma Ashe il pregiudicato Ace Wilfong, Jen si scandalizza per la fredda accoglienza che la sua famiglia riserva a questo discutibile personaggio e decide di seguirlo, piantando in asso il fidanzato, Dwight Winthrop. Jen e Ace iniziano una relazione, ma quando questi decide di sposarla, il padre della ragazza si oppone. Tornato a casa dopo l'ennesima ubriacatura, l'avvocato fa un patto con sua figlia: rinuncerà a bere se lei smetterà di vedere Ace. Padre e figlia partono per una vacanza in montagna, ma al ritorno riprendono entrambi le loro cattive abitudini. Jen riprende a incontrarsi con Ace, che di fronte al rifiuto della ragazza di sposarlo diventa violento. Dwight, testimone del maltrattamento subito da Jen, decide allora di uccidere Ace: lo raggiunge nella sua casa da gioco e gli spara a bruciapelo, quindi telefona alla polizia e si costituisce. Al processo, Stephen Ashe fa un lungo discorso in cui si assume la colpa dell'accaduto e muore fra le braccia della figlia. Dwight Winthrop viene assolto e può partire con Jen per iniziare una nuova vita.

## Produzione
Il film venne girato dal 6 marzo al 13 aprile 1931 nei Metro-Goldwyn-Mayer Studios, al 10202 di W. Washington Blvd., a Culver City e, per gli esterni, a Point Lobos, nella Point Lobos State Reserve, al Sequoia National Park e al Yosemite National Park.

## Distribuzione
Distribuito dalla MGM, il film fu presentato in prima a New York il 2 giugno 1931.

## Riconoscimenti
- 1931 - Premio Oscar
  - Miglior attore protagonista a Lionel Barrymore
  - Nomination Migliore regia a Clarence Brown
  - Nomination Miglior attrice protagonista a Norma Shearer